# Pekka Perttula
Pekka Juhani Perttula, född 18 november 1960 i Norrmark, är en finländsk politiker och journalist. Han var partisekreterare för Centern i Finland 1994–1997, generalsekreterare för Centerns riksdagsgrupp 1997–2007 samt chefredaktör för partitidningen Suomenmaa 2010–2011.
Perttula är politices doktor efter att år 2010 ha disputerat med en avhandling om V.J. Sukselainen. Han utträdde ur Centern i januari 2010 som protest mot den dåvarande partiledningen men meddelade i redan juni 2010 att han hade ansökt om medlemskap på nytt i och med att partiledningen hade bytts ut.